# La Tour-Blanche
Pour les articles homonymes, voir Tour Blanche (homonymie).
La Tour-Blanche est une ancienne commune française située dans le département de la Dordogne, en région Nouvelle-Aquitaine.
Au 1er janvier 2017, elle fusionne avec Cercles pour former la commune nouvelle de La Tour-Blanche-Cercles.

## Géographie

### Généralités

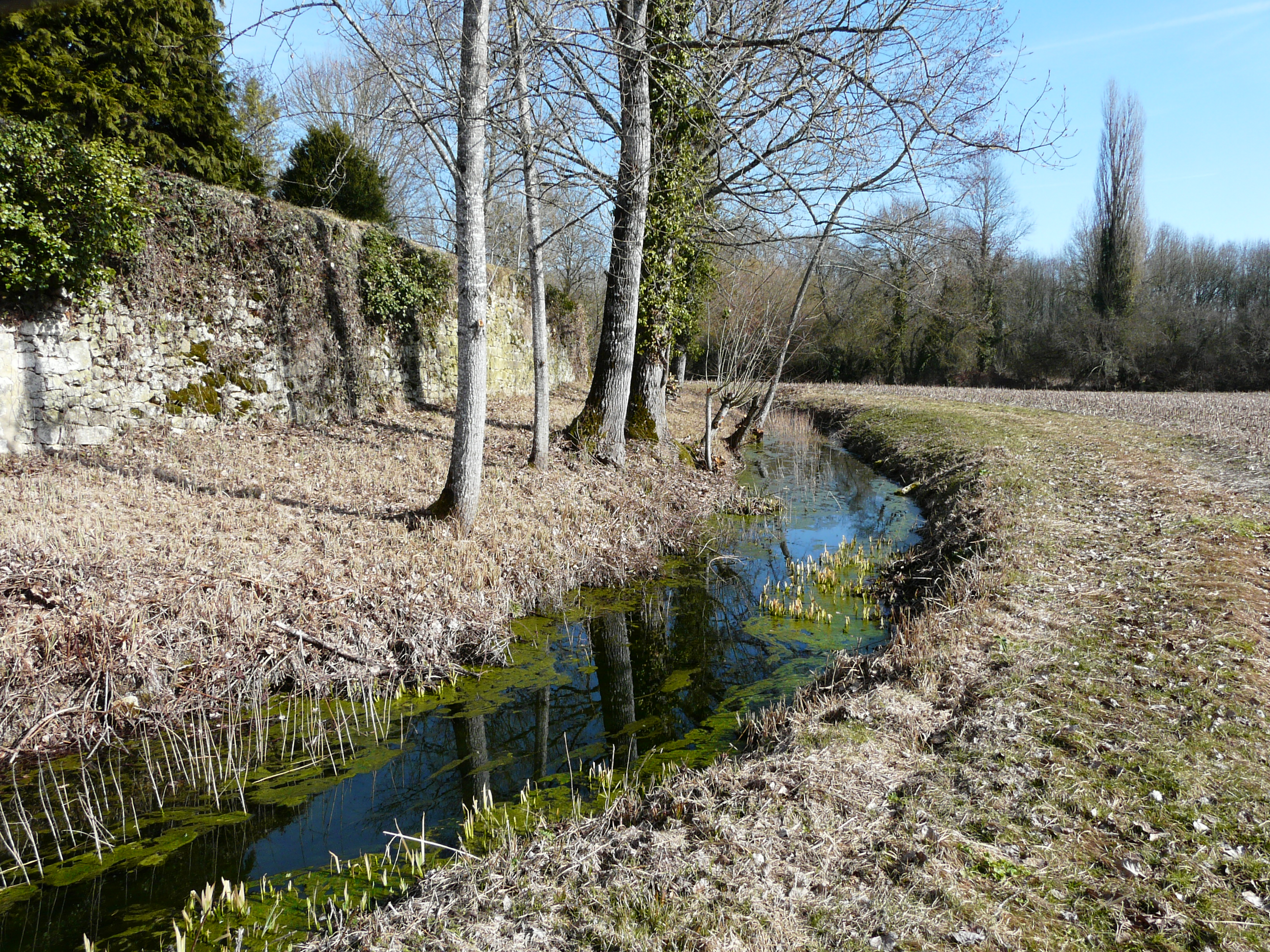
La Julie au pied du château de La Tour-Blanche.

Au nord-ouest du département de la Dordogne, la commune déléguée de La Tour-Blanche fait partie de la commune nouvelle de La Tour-Blanche-Cercles. Elle est bordée à l'est sur quelques centaines de mètres par un sous-affluent de la Dronne : la Julie. Son territoire s'étend sur 8,11 km2.
L'altitude minimale, 130 mètres, se trouve en limite orientale du territoire communal, là où la Julie quitte la commune et entre sur celle de Cercles. L'altitude maximale avec 190 mètres est localisée au sud-ouest, dans les Bois de Jovelle, à proximité de la commune de Verteillac, au nord-ouest du lieu-dit Hautefaye.
Le bourg de La Tour-Blanche, à l'intersection des routes départementales 2, 84 et 99, se situe 16 kilomètres à l'ouest de Brantôme et autant au nord-nord-est de Ribérac. Au nord-est du bourg, le cimetière de La Tour-Blanche a la particularité d'être implanté sur la commune voisine de Cercles.
Au nord, le territoire communal est également desservi par la route départementale 2E3, en direction de La Chapelle-Montabourlet.

### Communes limitrophes

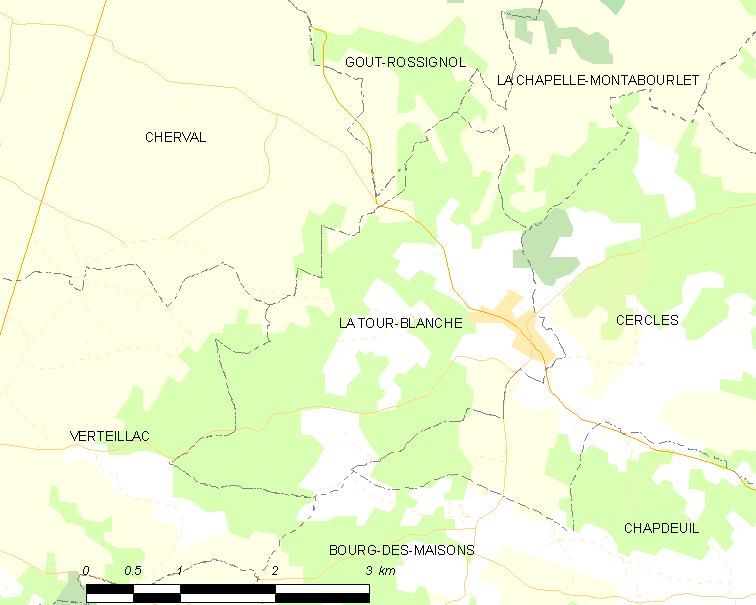
Carte de La Tour-Blanche et des communes avoisinantes en 2016, avant la création de la commune nouvelle de La Tour-Blanche-Cercles.

En 2016, année précédant la création de la commune nouvelle de La Tour-Blanche-Cercles, La Tour-Blanche était limitrophe de six autres communes.
|            | Gout-Rossignol    | La Chapelle-Montabourlet |
| Cherval    | La Tour-Blanche   | Cercles                  |
| Verteillac | Bourg-des-Maisons |                          |

## Urbanisme

### Villages, hameaux et lieux-dits
Outre le bourg de La Tour-Blanche proprement dit, le territoire se compose d'autres villages ou hameaux, ainsi que de lieux-dits :
- les Baysses
- Beaupuy
- Bois de Halas
- Bois de Jovelle
- Bourgogne
- Brésidé
- les Cailleries
- Champ de Ville
- Chapuzet
- la Gare
- Gateblat
- la Gourie
- Hautefaye
- Jovelle
- le Maine du Bost
- les Mouyaux
- Séguy
- le Vigneau.

## Toponymie
Le nom de La Tour-Blanche se réfère au donjon de son château.
Dans un premier temps, au XIIIe siècle, on trouve la terminologie Ecclesia Castri de Turre (« église du château de la Tour ») puis, à la fin du siècle suivant Turris alba (« Tour blanche »).
En occitan limousin, la commune porte le nom de La Tor Blancha.

## Histoire
Les gravures de la grotte de Jovelle attestent d'une présence humaine dès le Paléolithique.
Aux XIIe et XIIIe siècles, le village de La Tour Blanche dépend du Périgord. Au XIVe siècle, il devient siège d'une châtellenie rattachée à  l'Angoumois dont il constitue une enclave en Périgord, et ce, jusqu'à la Révolution et la formation du département de la Dordogne auquel il est intégré.
Pendant la guerre de Cent Ans, les troupes anglaises et françaises occuperont les deux châteaux de Jovelle et de la Tour-Blanche.
Au XVIe siècle, une première église, proche du château, est incendiée lors des guerres de religion.
À partir de 1894, la commune a été desservie par la ligne de chemin de fer de Magnac - Touvre à Marmande. Le service voyageurs a cessé en 1939 et celui des marchandises s'est arrêté en 1951.
Au 1er janvier 2017, La Tour-Blanche fusionne avec Cercles pour former la commune nouvelle de La Tour-Blanche-Cercles dont la création a été entérinée par l'arrêté du 26 septembre 2016, entraînant la transformation des deux anciennes communes en « communes déléguées ».

## Politique et administration

### Rattachements administratifs
Dès 1790, la commune de La Tour-Blanche a été rattachée au canton de La Tour Blanche qui dépendait du district de Ribérac jusqu'en 1795, date de suppression des districts. Lorsque ce canton est supprimé par la loi du 8 pluviôse an IX (28 janvier 1801)  portant sur la « réduction du nombre de justices de paix », la commune est rattachée au canton de Verteillac dépendant de l'arrondissement de Ribérac jusqu'en 1926, puis de l'arrondissement de Périgueux.
Dans le cadre de la réforme de 2014 définie par le décret du 21 février 2014, le canton de Verteillac disparaît aux élections départementales de mars 2015. La commune est alors rattachée au canton de Ribérac qui devient plus étendu.

### Intercommunalité
Fin 1996, La Tour-Blanche intègre dès sa création la communauté de communes du Verteillacois. Celle-ci est dissoute au 31 décembre 2013 et remplacée au 1er janvier 2014 par la communauté de communes du Pays Ribéracois, renommée en 2019 communauté de communes du Périgord Ribéracois.

### Administration municipale
La population de la commune étant comprise entre 100 et 499 habitants au recensement de 2011, onze conseillers municipaux ont été élus en 2014,. Ceux-ci sont membres d'office du  conseil municipal de la commune nouvelle de La Tour-Blanche-Cercles, jusqu'au renouvellement des conseils municipaux français de 2020.

### Liste des maires

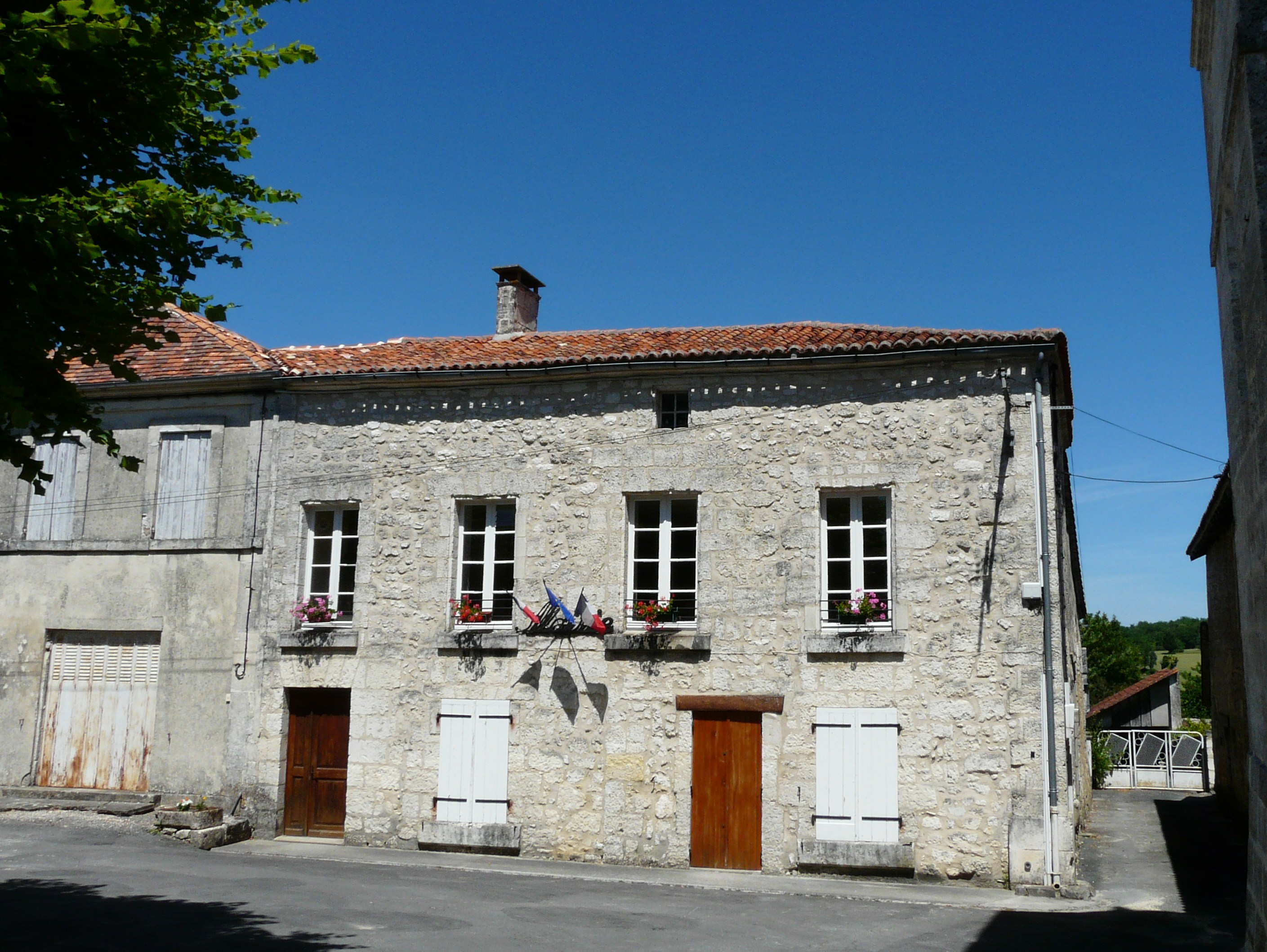
La mairie.

| Période                                  | Période       | Identité            | Étiquette | Qualité                            |
| ---------------------------------------- | ------------- | ------------------- | --------- | ---------------------------------- |
| Les données manquantes sont à compléter. |               |                     |           |                                    |
|                                          |               |                     |           |                                    |
| octobre 1876                             | juin 1884     | Charles Joussen     |           |                                    |
| juin 1884                                | mars 1886     | François Poumeyrol  |           |                                    |
| mars 1886                                | mai 1888      | Charles Joussen     |           |                                    |
| juillet 1888                             | février 1895  | Alfred Saintmartin  |           |                                    |
| février 1895                             | mars 1895     | Étienne Galland     |           | Adjoint faisant fonctions de maire |
| mars 1895                                | mai 1925      | Étienne Galland     |           |                                    |
| mai 1925                                 | mai 1929      | Gustave Pingot      |           |                                    |
| mai 1929                                 | 1935          | Raymond Galland     |           |                                    |
| mai 1935                                 | juillet 1936  | François Duclaud    |           |                                    |
| août 1936                                | mars 1943     | Giraud              |           |                                    |
| mars 1943                                | 1944          | Maurice Trigeaud    |           |                                    |
| 1944                                     | janvier 1946  | Valentin Duverneuil |           |                                    |
| janvier 1946                             | novembre 1947 | Jean Sabatterie     |           |                                    |
| novembre 1947                            | 1948          | Albert Thomas       |           |                                    |
| 1948                                     | août 1948     | Délégation spéciale |           |                                    |
| août 1948                                | mars 1959     | Henri Lacroze       |           |                                    |
| mars 1959                                | mars 1977     | Marcel Durieux      |           |                                    |
| mars 1977                                | décembre 2016 | Paul Malville       | SE        | Retraité                           |

### Jumelages

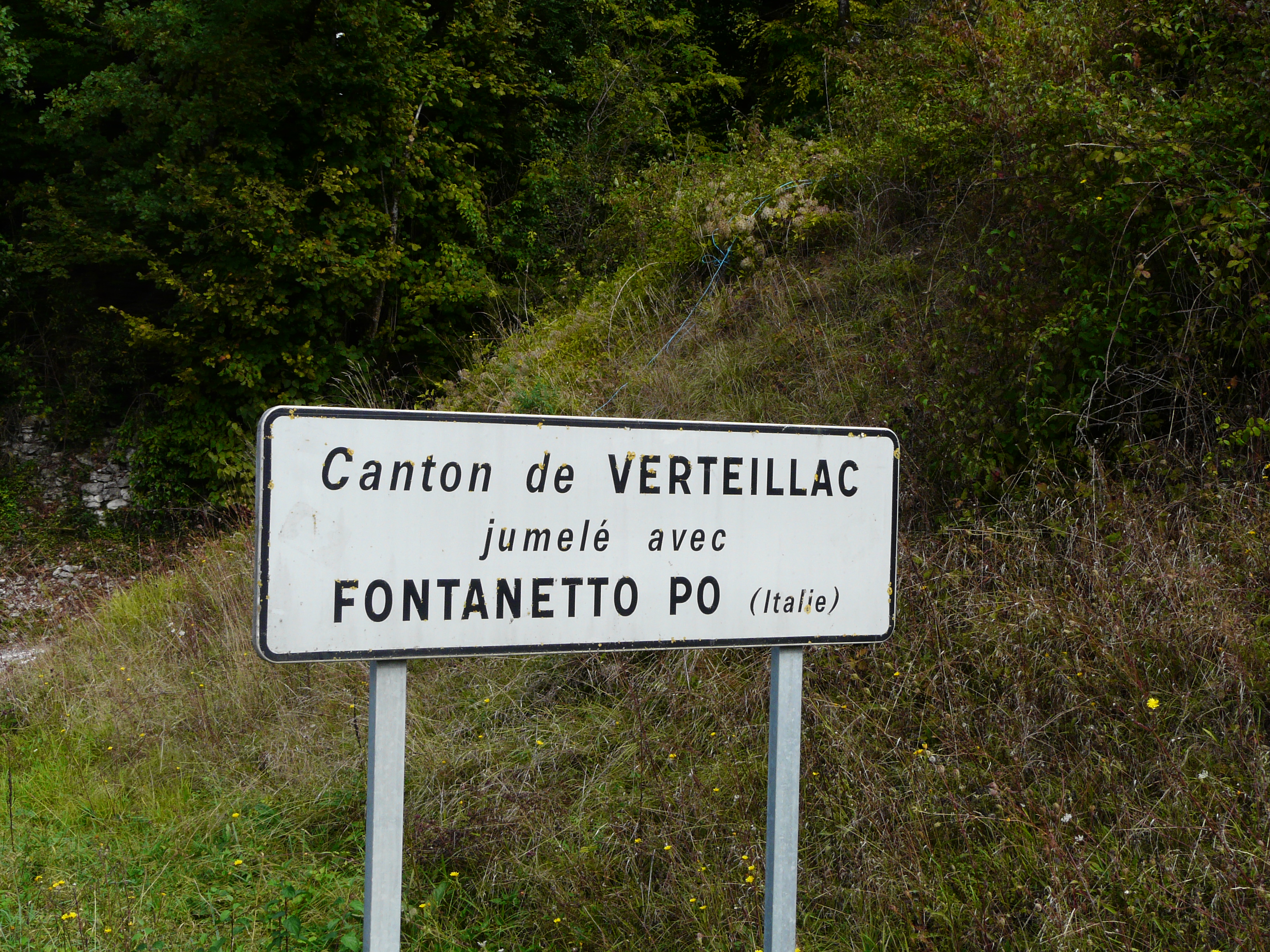
Panneau de jumelage du canton avec Fontanetto Po.

L'ensemble des communes du canton de Verteillac, dont fait partie La Tour-Blanche, est jumelé avec la commune italienne de Fontanetto Po depuis 1988.

## Population et société

### Démographie
Les habitants de La Tour-Blanche se nomment les Tourblanchauds,.
En 2016, dernière année en tant que commune indépendante, La Tour-Blanche comptait 408 habitants. À partir du XXIe siècle, les recensements des communes de moins de 10 000 habitants ont lieu tous les cinq ans (2004, 2009, 2014 pour La Tour-Blanche). Depuis 2006, les autres dates correspondent à des estimations légales.
Au 1er janvier 2022, la commune déléguée de La Tour-Blanche compte 380 habitants.
| 1793 | 1800 | 1806 | 1821 | 1831 | 1836 | 1841 | 1846 | 1851 |
| ---- | ---- | ---- | ---- | ---- | ---- | ---- | ---- | ---- |
| 365  | 421  | 406  | 410  | 438  | 467  | 480  | 522  | 535  |

| 1856 | 1861 | 1866 | 1872 | 1876 | 1881 | 1886 | 1891 | 1896 |
| ---- | ---- | ---- | ---- | ---- | ---- | ---- | ---- | ---- |
| 526  | 595  | 551  | 481  | 561  | 626  | 743  | 608  | 574  |

| 1901 | 1906 | 1911 | 1921 | 1926 | 1931 | 1936 | 1946 | 1954 |
| ---- | ---- | ---- | ---- | ---- | ---- | ---- | ---- | ---- |
| 513  | 561  | 601  | 561  | 578  | 530  | 513  | 449  | 480  |

| 1962 | 1968 | 1975 | 1982 | 1990 | 1999 | 2004 | 2009 | 2014 |
| ---- | ---- | ---- | ---- | ---- | ---- | ---- | ---- | ---- |
| 459  | 481  | 439  | 441  | 488  | 460  | 441  | 446  | 412  |

| 2016 | - | - | - | - | - | - | - | - |
| ---- | - | - | - | - | - | - | - | - |
| 408  | - | - | - | - | - | - | - | - |

### Enseignement
La Tour-Blanche est organisée en regroupement pédagogique intercommunal (RPI) avec la commune voisine de Cercles au niveau des classes de maternelle et de primaire. Les classes de maternelle et de cours préparatoire se trouvent à La Tour-Blanche.

### Santé
En 2012, la commune regroupe plusieurs professionnels de santé. Une maison médicale accueille deux médecins généralistes ainsi qu'un dentiste. Sur la commune se trouvent également un autre médecin généraliste, quatre infirmières et une pharmacie.
Une maison de retraite médicalisée, la résidence Sainte-Marthe, gérée par la Fondation Partage et Vie, complète cette offre.

## Économie
Les données économiques de La Tour-Blanche sont incluses dans celles de la commune nouvelle de La Tour-Blanche-Cercles.

## Culture locale et patrimoine

### Lieux et monuments
- Grotte de Jovelle, des objets en pierre taillée datés du Paléolithique supérieur y furent trouvés[26] ; elle renferme des représentations d'animaux gravées sur les parois. Inscrite depuis 1989 au titre des monuments historiques, elle est ensuite classée en 2013[8].
- Château de la Tour-Blanche, XIIe siècle, dont les ruines du donjon sont classées depuis 1906 aux monuments historiques[27]. Dans la nuit du 11 au 12 octobre 2015, un incendie en a détruit toute la partie habitée dans l'aile sud, faisant un mort[28],[29],[30].
- Château de Jovelle (ruines du), XIIIe siècle XIVe siècle, inscrit depuis 1948[31].
- Manoir de Nanchapt, autrefois appelé château de Roumailhac, XVIe et XVIIe siècles, inscrit depuis 1948 pour ses façades et toitures[32].
- Colombier de Nanchapt du XVIIe siècle[33].
- L'église Saint-Pierre-et-Saint-Paul[34],[35], établie dans le bourg, était l'ancienne chapelle d'un hôpital et portait le nom de Notre-Dame de la Recluse[36] ou Notre-Dame des Faubourgs[37]. Bâtie au XVe siècle et restaurée au XIXe siècle, elle a remplacé définitivement l'église Saint-Sébastien, incendiée en 1560 lors des guerres de Religion[36].
- Musée de la ferblanterie.
- Halle du XVIIIe ou XIXe siècle[38].
- Le moulin des Terres blanches, principalement accessible depuis le bourg de La Tour-Blanche, se trouve en fait sur le territoire de l'ancienne commune voisine de Cercles. Il date du XIVe siècle et a été restauré en 2007. Ouvert au public, il fabrique de la farine.

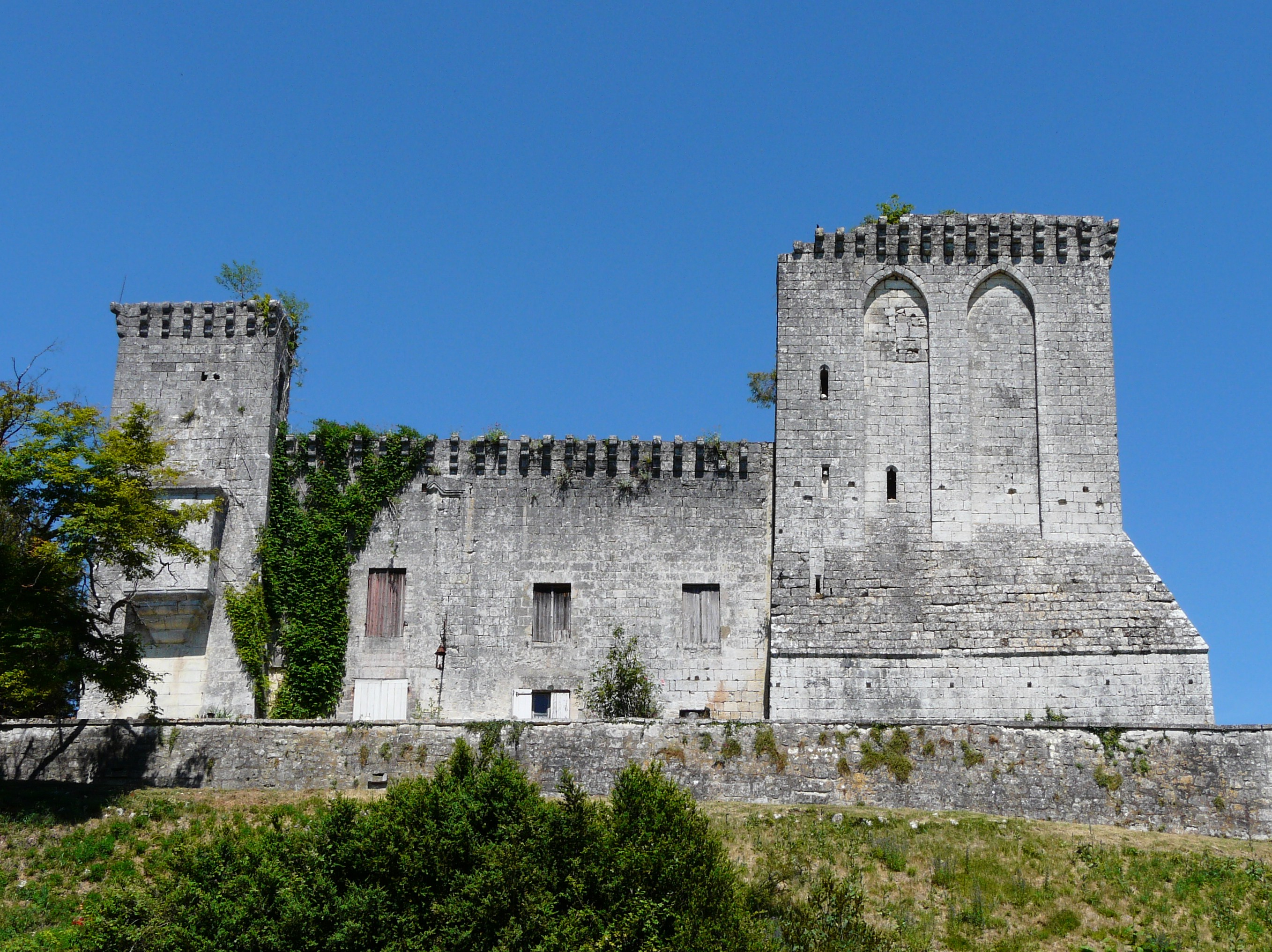
Le château de la Tour-Blanche.
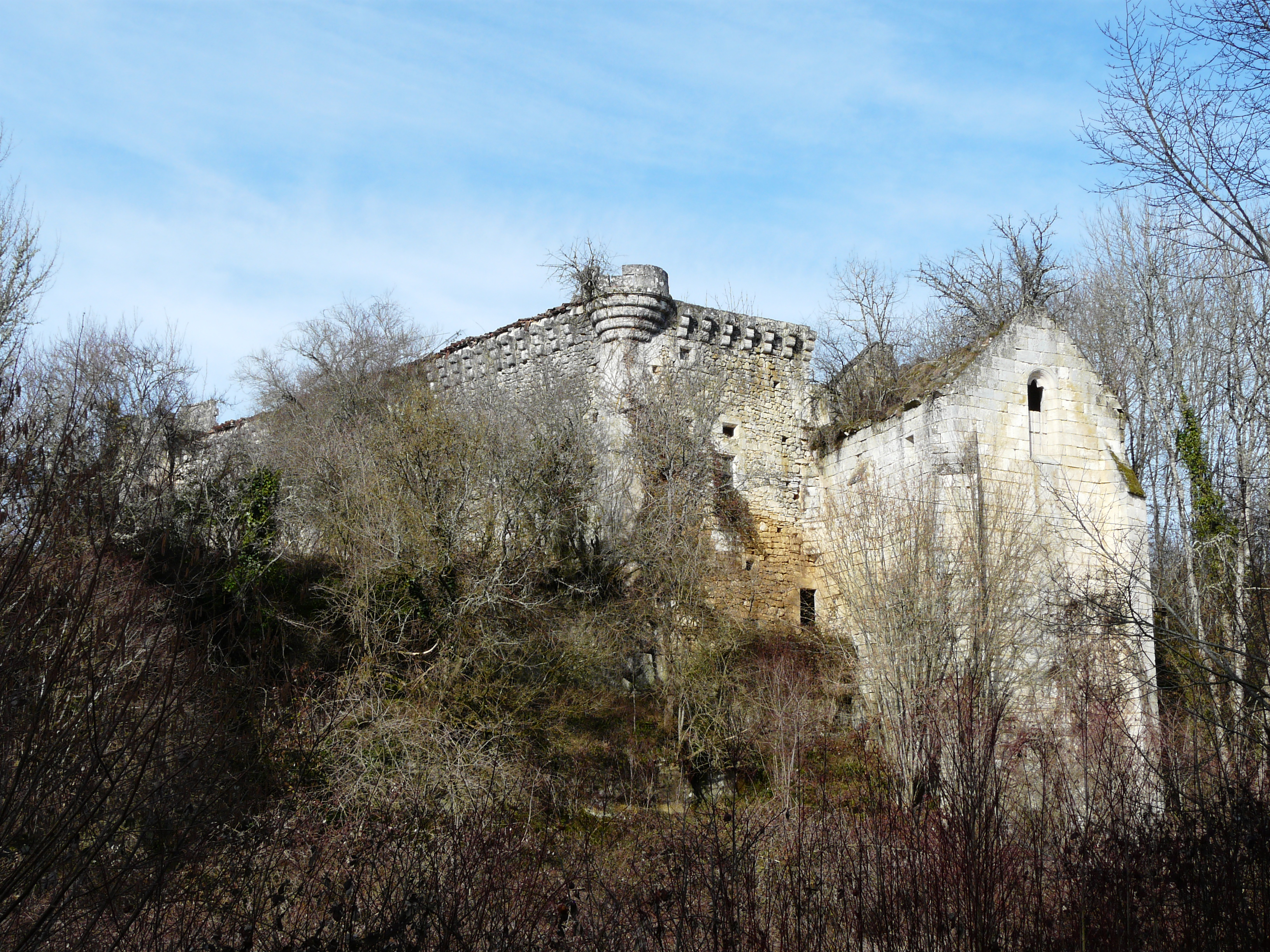
Les ruines du château de Jovelle.
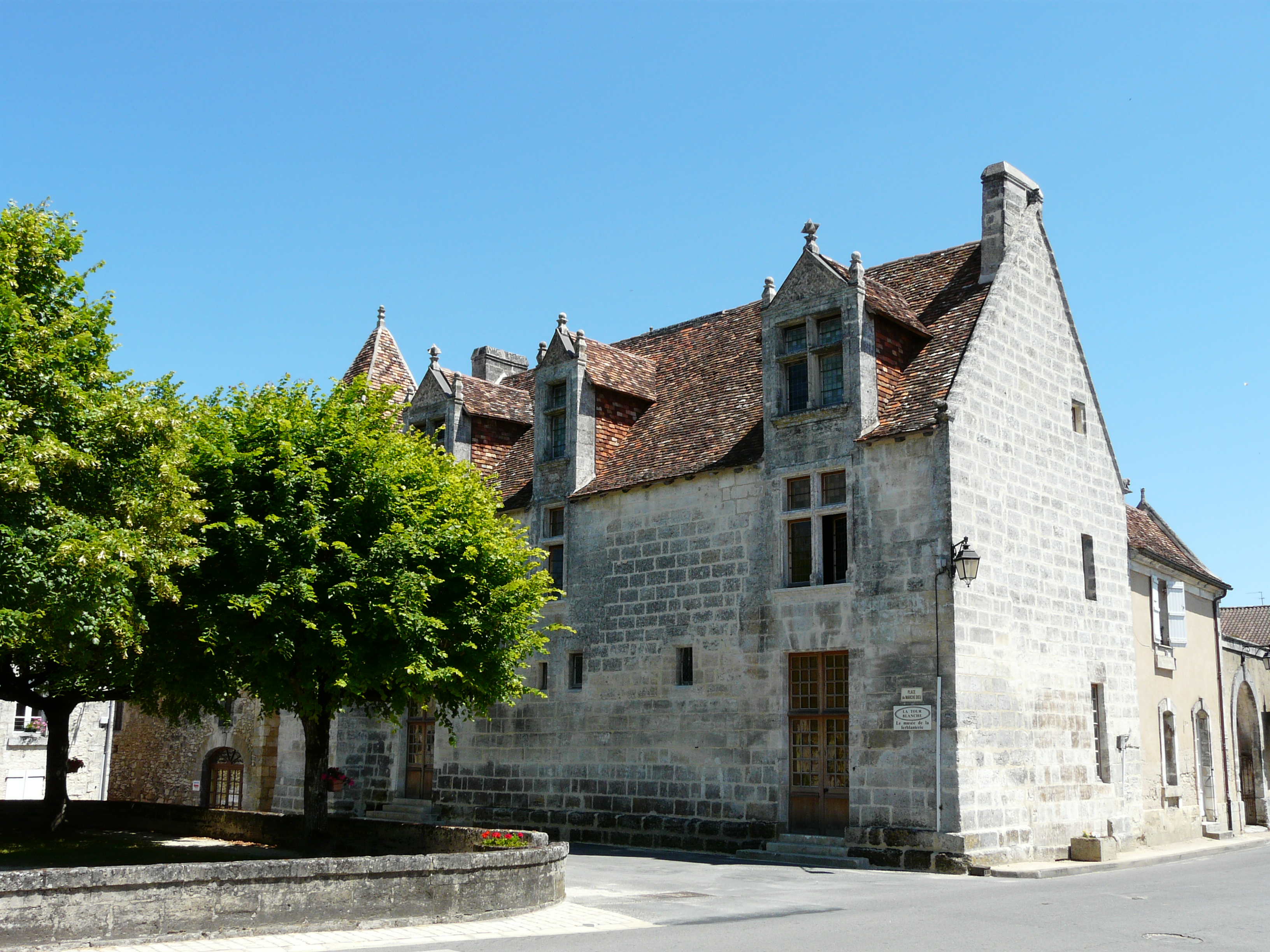
Le manoir de Nanchapt.
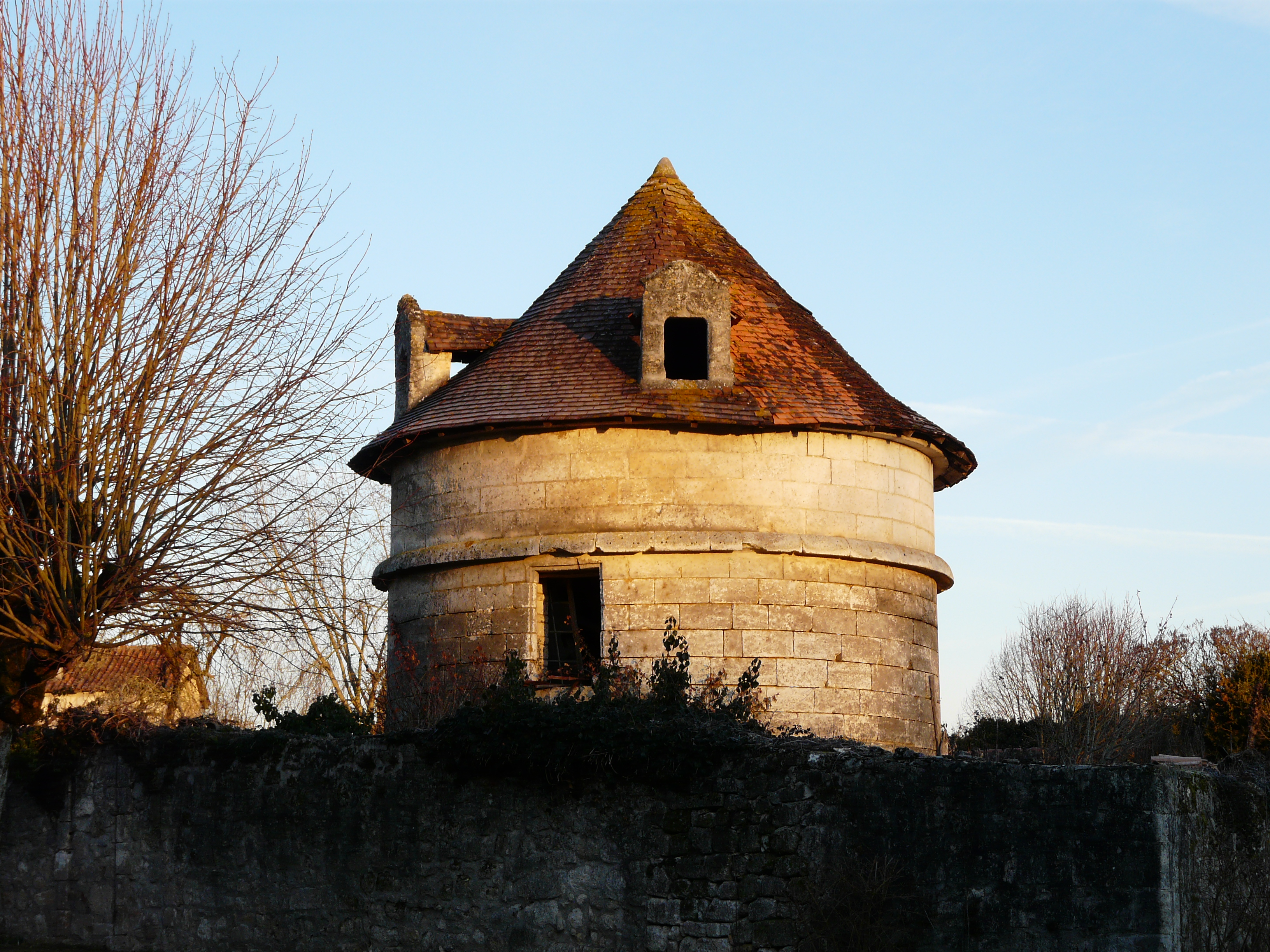
Le colombier de Nanchapt.
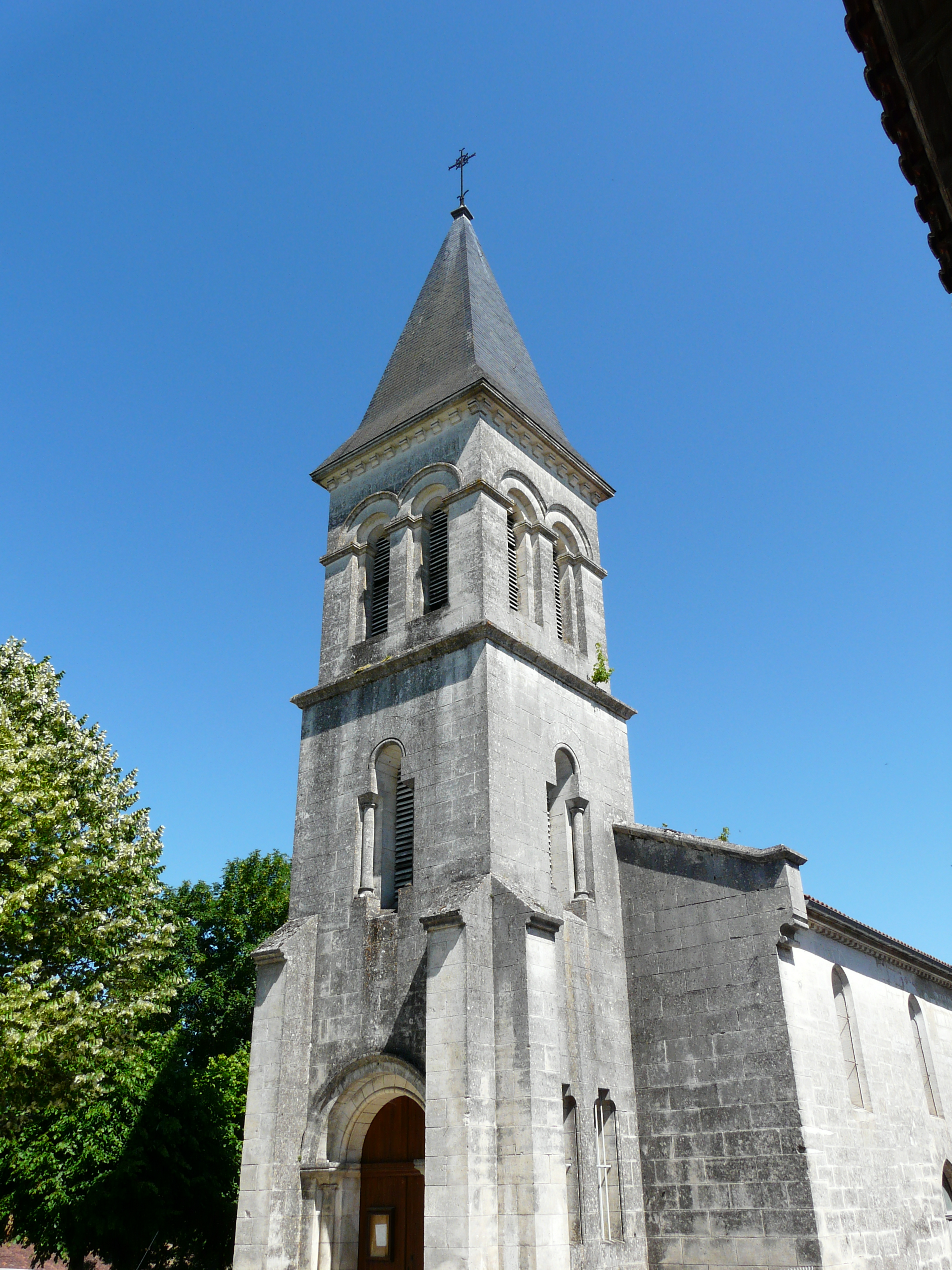
L'église Saint-Pierre-et-Saint-Paul.
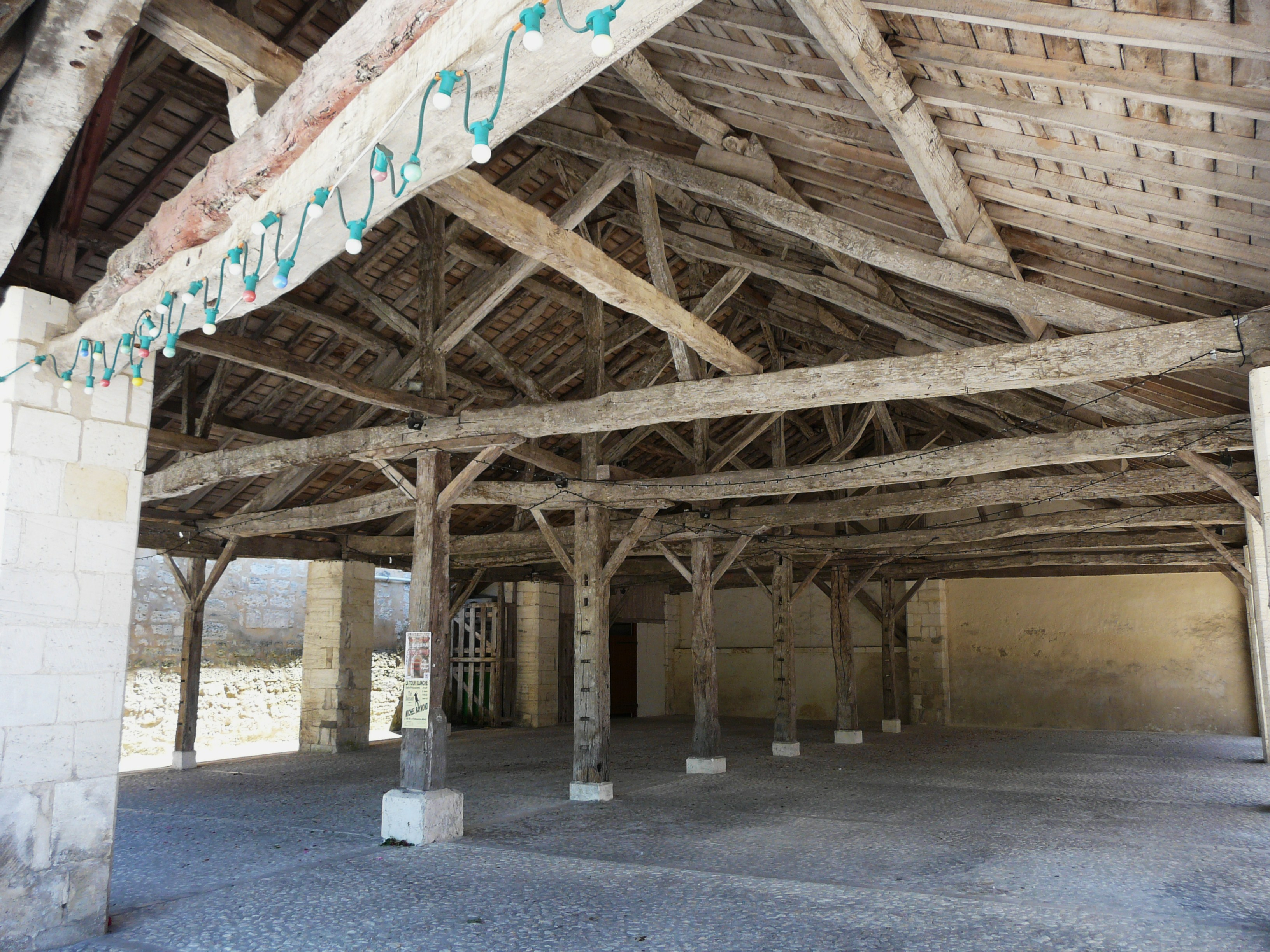
La halle de la Tour-Blanche.
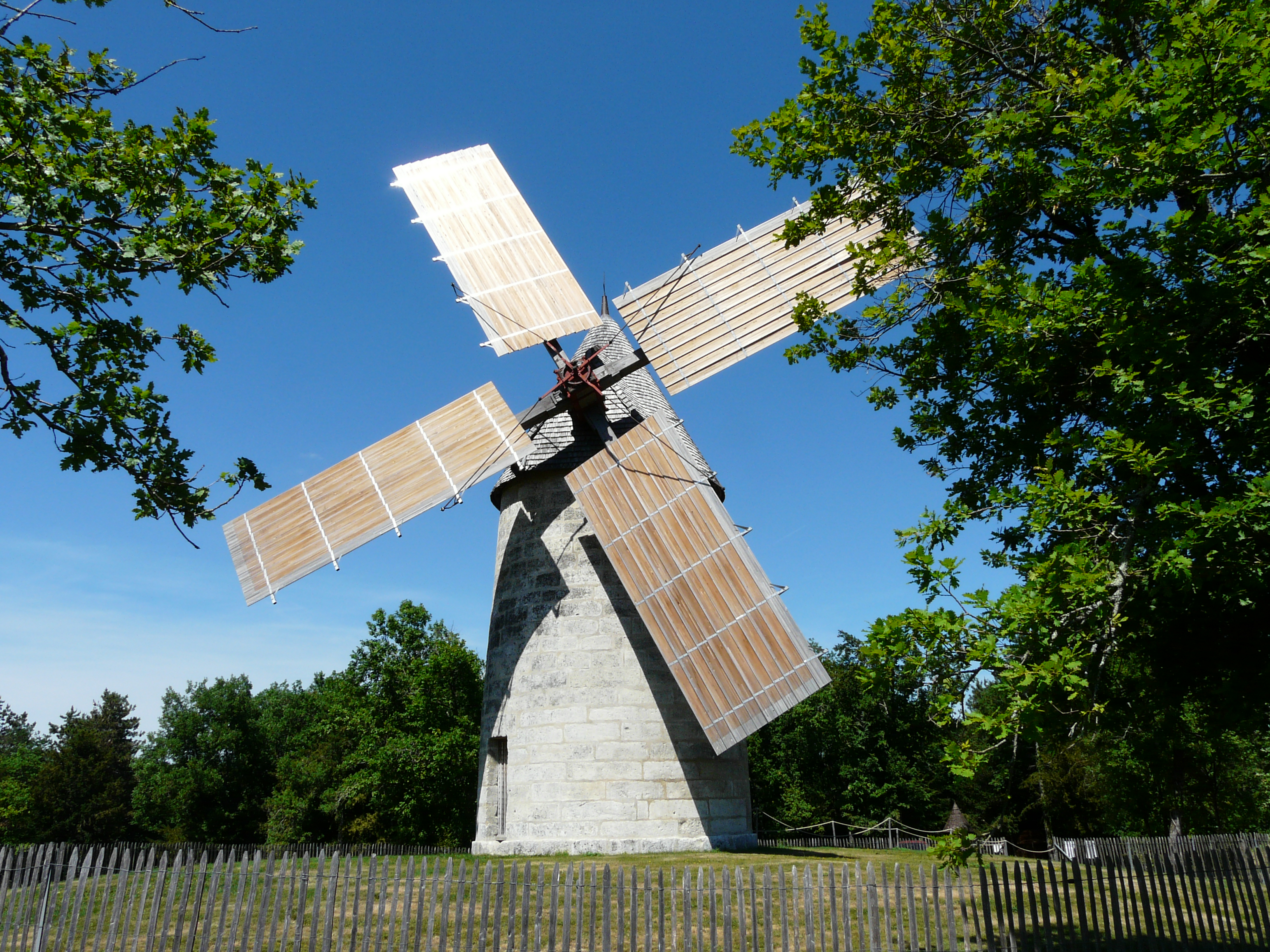
Le moulin des Terrres blanches.

### Patrimoine naturel
Le réseau souterrain de l'ancienne carrière de Jovelle est une zone naturelle d'intérêt écologique, faunistique et floristique de type I, où vivent six espèces de chauves-souris.

### Personnalités liées à la commune
- Jean Bertaud (1502-1572), né à La Tour-Blanche, humaniste de la Renaissance[40].